# Enrique Felípez de Guzmán
Enrique Felípez de Guzmán (anteriormente Julián de Guzmán o Julián de Valcárcel) (Madrid, 14 de abril de 1613-Loeches, 13 de junio de 1646) fue un noble español, hijo y heredero del conde-duque de Olivares, valido de Felipe IV de España.

## Biografía
Fue hijo de la relación adúltera habida en 1612 entre Gaspar de Guzmán (entonces, conde de Olivares) y una dama de la corte española. Se ha especulado con que el nombre de la dama fuese Isabel de Anversa. Debido a las circunstancias de su nacimiento en un primer momento pasó por hijo de Gonzalo Guzmán de Salazar y de su esposa Juana de Ocampo. Por entonces era conocido como Julián de Guzmán.
Alcanzada su primera juventud fue su tutor un alcalde de Casa y Corte, Francisco de Valcárcel. Por esta causa fue conocido también desde entonces como Julián de Valcárcel. Tras un primer viaje acompañando a Diego de Guzmán, arzobispo de Sevilla, acompañando a María de Austria, hermana de Felipe IV, a Viena. Posteriormente pasó a Indias de donde volvió en 1636. A su vuelta, Enrique pasó a servir como soldado en Italia y Flandes
En 1639 Enrique volvió a la corte y contrajo matrimonio con Leonor de Unzueta y Gamboa (hija del secretario real Lorenzo de Unzueta). Este matrimonio no fue del agrado de su padre, quien consiguió que se anulase hacia 1641.
En septiembre de ese año, Enrique fue presentado en la corte española como Enrique Felípez de Guzmán. De acuerdo con Martínez Hernández, este apellido fue utilizado para honrar a Felipe IV, por su parte el nombre era el mismo que el del padre del Conde-duque. Desde la muerte de su hija María en 1626, el Conde-duque no contaba con descendencia legítima, por lo que a principios de la década de 1640 comenzó a maniobrar para que Enrique se convirtiese en su heredero.
Así el 24 de enero de 1642, por medio de un documento que redactó Antonio Carnero, secretario del Conde-duque, se hizo pública la legitimación de Enrique y su próximo matrimonio con Juana de Velasco, que Bernardino Fernández de Velasco, VI duque de Frías y condestable de Castilla. El matrimonio se celebraría el 28 de marzo de 1642 en la capilla del Real Alcázar de Madrid. El 10 de octubre de ese año, a Enrique le fue concedido el título de marqués de Mairena por Felipe IV. Esta población y su territorio había sido comprado poco antes por el Conde-duque, encontrándose muy cerca de sus posesiones sevillanas. Esta habilitación de Enrique como sucesor del Conde-duque fue vista con disgusto por sus parientes más cercanos, incluyendo a su sobrino Luis de Haro que se veía alejado de la sucesión de su tío.
Poco tiempo después, en enero de 1643, su padre cayó en desgracia y se retiró a Loeches. Meses después en noviembre de 1643, le tocó el turno a la condesa-duquesa, Inés de Zúñiga, y al propio Enrique y su mujer. En ese momento, Enrique se encontraba en Zaragoza acompañando al rey como gentilhombre de su cámara en el viaje del monarca a Aragón. Rozas le comunicó la orden de Felipe IV para ir a Loeches junto a su padre, siéndole permitida la gracia de besar la mano del rey antes de partir.

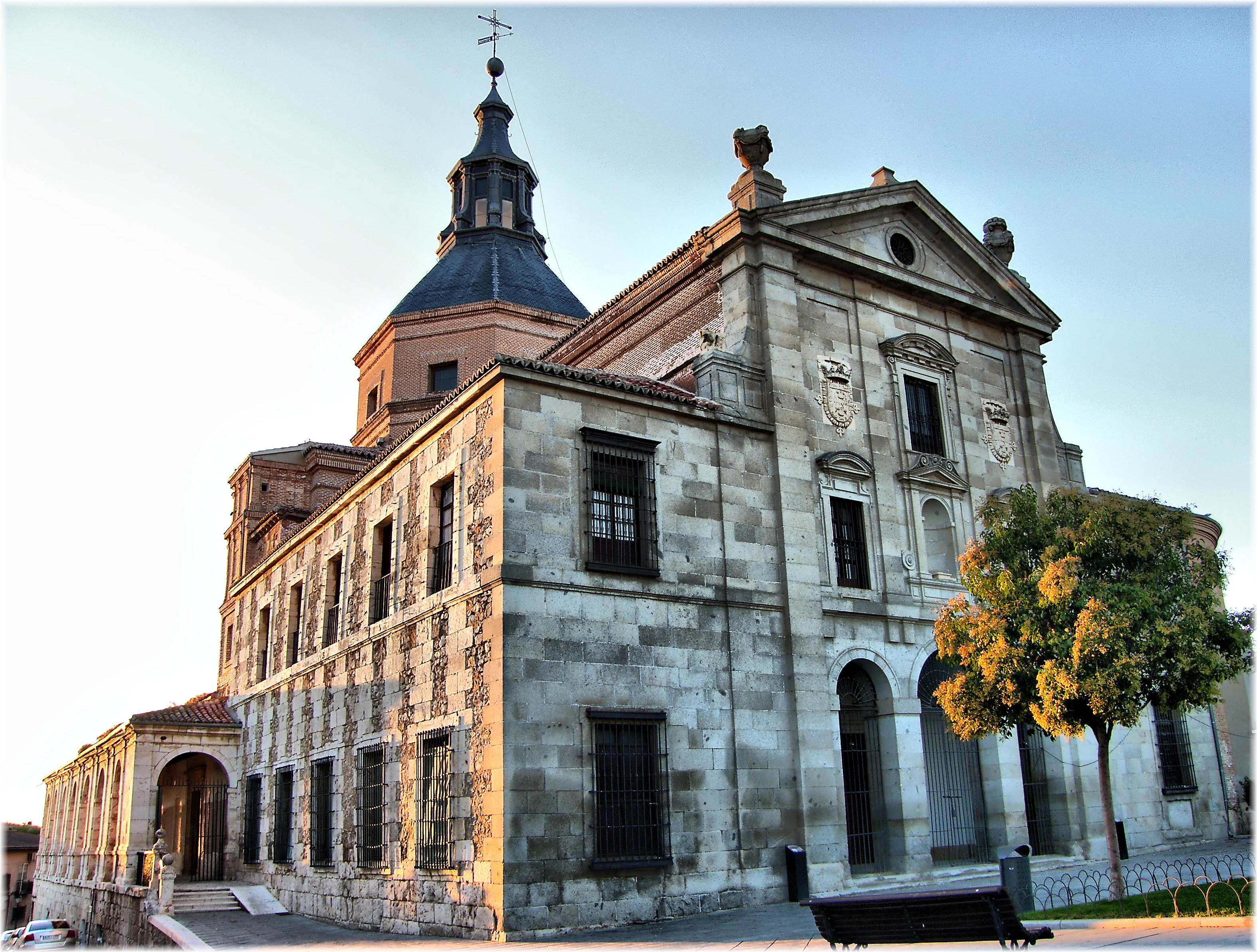
El convento de la Inmaculada Concepción en Loeches donde viviría Enrique los últimos años de su vida.

Desde entonces Enrique y su familia pasaron a vivir en el convento construido por su padre junto a este, su esposa Inés y la mujer de Enrique, Juana de Velasco. Tras la muerte del Conde-duque en 1645 en la ciudad de Toro, Enrique y su familia continuaron viviendo en Loeches con su viuda, Inés de Zúñiga.
Murió el 13 de junio de 1646 en el convento construido por su padre en Loeches. Fue sucedido por su hijo Gaspar que moriría en 1648.
Su viuda contraería un segundo matrimonio con Alonso Melchor Téllez-Girón y Pacheco, hijo del conde de la Puebla de Montalbán; y un tercero con Juan Enríquez de Borja, VII marqués de Alcañíces.

## Matrimonio y descendencia
De su matrimonio con Juana de Velasco tuvo un hijo, Gaspar Felípez de Guzmán. Gaspar moriría en su infancia, el 27 de febrero de 1648 en la misma fecha que la joven con quien ya se había concertado su matrimonio, Francisca de Zúñiga y Fonseca que era hija de Inés de Zúñiga, II marquesa de Tarazona.

## Títulos, órdenes y cargos

### Títulos
- II duque de Sanlúcar la Mayor.
- II conde de Aznalcóllar.
- I marqués de Mairena.

### Cargos
- Gentilhombre de cámara del rey de España.